# Empatía

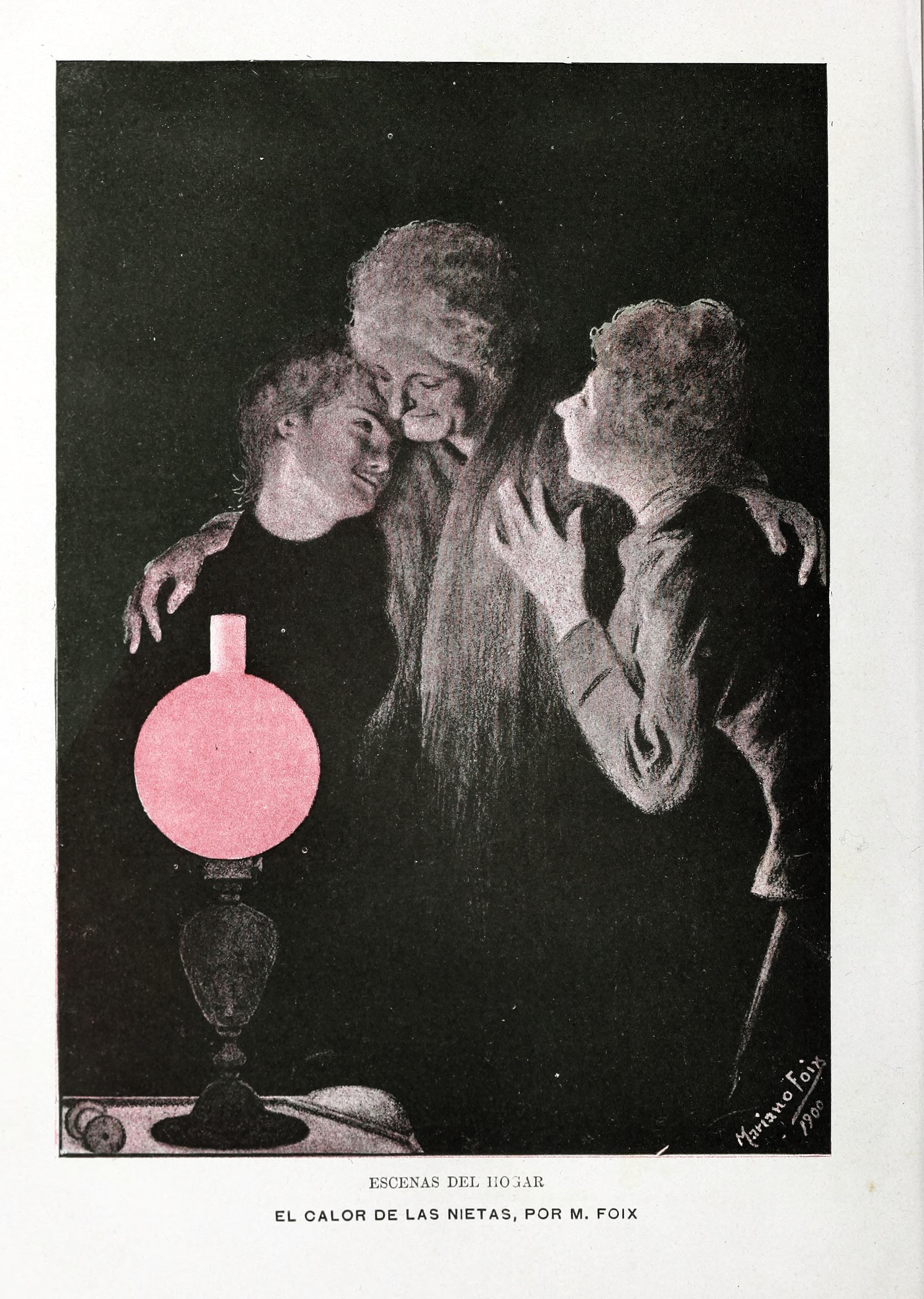
El abrazo es un símbolo común de empatía.

La empatía es la capacidad que tiene una persona de comprender las emociones y los sentimientos de los demás, basada en el reconocimiento del otro como similar, es decir, como un individuo similar con mente propia. Por eso es vital para la vida social. Además consiste en entender a una persona desde su punto de vista en vez del propio, o en experimentar indirectamente los sentimientos y percepciones del otro. La empatía no implica en sí misma motivación de ser una ayuda; sin embargo, puede volverse una base para la solidaridad o angustia personal, lo que podría resultar en una reacción. En psicoterapia, la empatía se puede dar por parte del terapeuta, siendo un camino para comprender tanto al paciente, como sus afectos, sus motivaciones, o sus comportamientos y resultados.

## Hipótesis y teorías
Dependiendo del enfoque, corriente o cosmovisión de la que se hable, la empatía, su origen y causas llegan a interpretarse de formas distintas. Esto tiene relación con las diversas creencias, hipótesis, teorías o especulaciones en torno al tema, algunas de las cuales se citan a continuación. Según Allport, la teoría de la empatía se divide entre una teoría de inferencia y una teoría de la intuición.También ha sido descrita como la habilidad inconsciente para responder a las emociones o necesidades de otros.Muchos de los autores más importantes en este tema son Decety and Jackson (2004), Shamay-Tsoory et al. (2004), Rizzolatti and Singaglia (2006), entre muchos otros.

## Historia

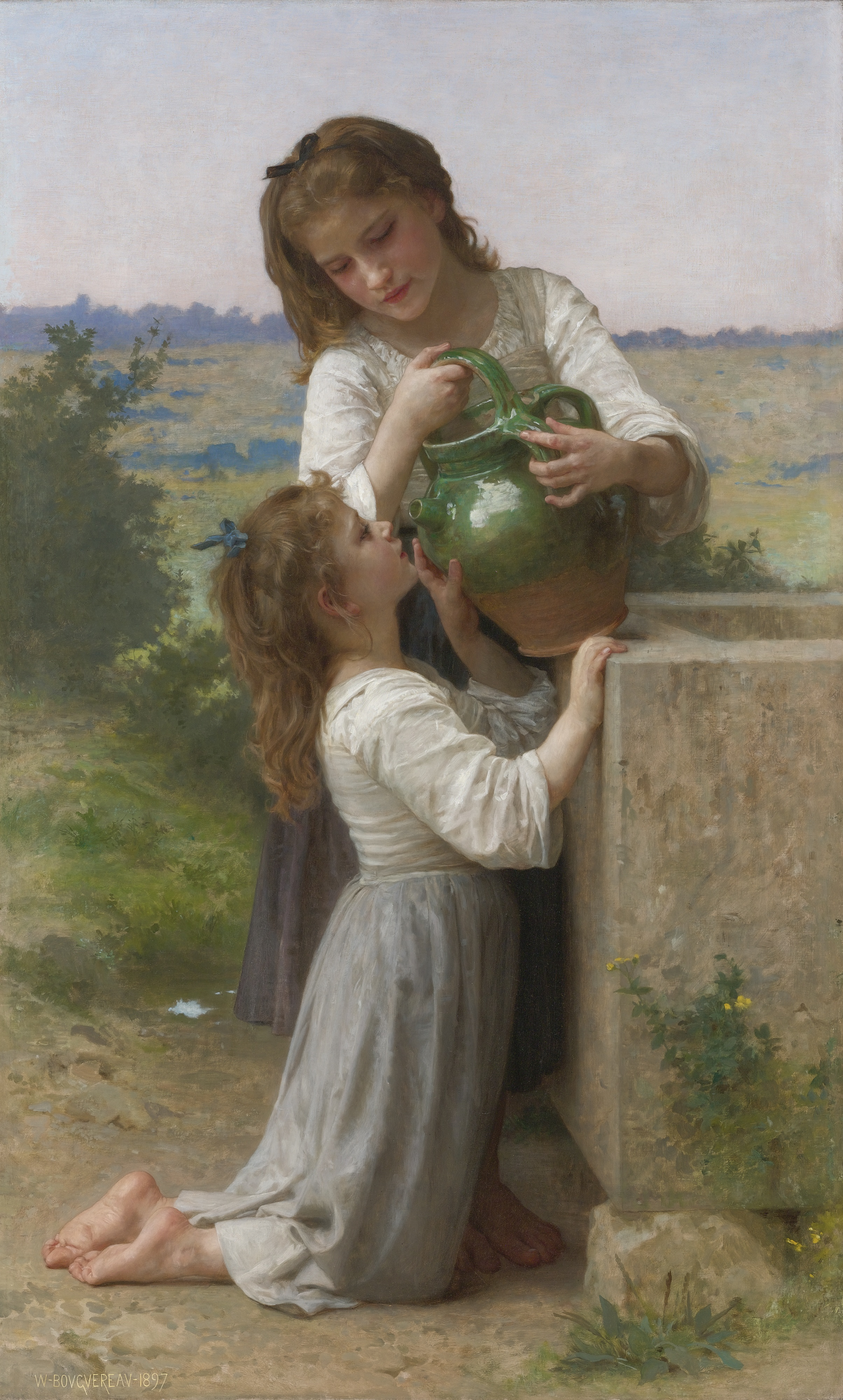
At the Fountain pintura de William-Adolphe Bouguereau, 1897.

### Historia antigua
Aristóteles afirmaba que el ser humano era un animal político (ζῷον πoλιτικόν), es decir, que es una criatura social: vive en manadas llamadas familias, clanes, grupos, aldeas, pueblos, ciudades o naciones y siente necesidad de juntarse con otros semejantes para poder realizarse como tal. En ese proceso se generan unas normas de convivencia en principio no escritas en que generalmente el individuo se preocupa por los otros y más allá de los otros por la colectividad. Los occidentales lo denominan urbanidad y los japoneses, un poco más ampliamente, según un término de la cortesía japonesa u omotenashi, kikubari (気配り): saber anticiparse a las necesidades o peticiones de los demás poniéndose en su lugar para que sean felices.
Desde 1971 había autores que veían este concepto de manera separada (afectiva y cognitiva), no fue hasta 1983 cuando Davis considera que este concepto es multidimensional que incluye componentes cognitivos y emocionales y cree que es componente de un conjunto de variables relacionadas con la sensibilidad hacia los otros.

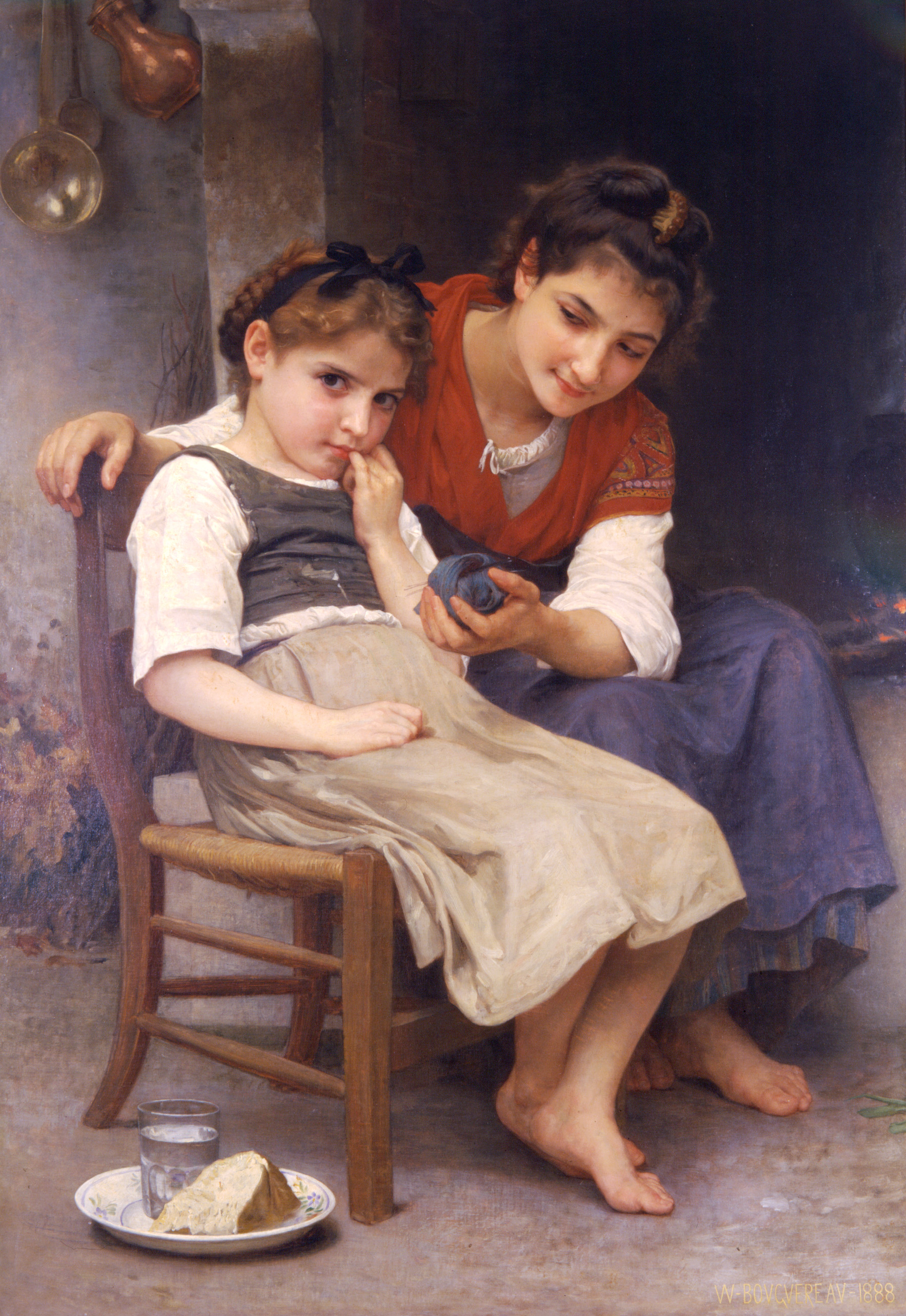
Little Sulky pintura de William-Adolphe Bouguereau, 1888.

### Concepto contemporáneo
Según el sociólogo estadounidense Jeremy Rifkin la empatía es un concepto único y relativamente nuevo en el vocabulario de cualquier lengua humana hasta ahora hablada, y se empieza a emplear apenas en el año 1909. Aunque existen conceptos similares a la empatía como compasión o altruismo, ninguno de estos ofrecen la significación precisa de lo que se quiere expresar cuando en la actualidad se emplea el término "empatía". Cuando se habla de empatía se hace referencia a una habilidad tanto cognitiva como emocional o afectiva del individuo, en la cual este es capaz de ponerse en la situación emocional de otro. Esto es muy diferente a ideas previamente empleadas como lo es la misma predecesora del término, la "simpatía", la cual se entiende en inglés como una sensación de lástima propia ante la situación desagradable de otra persona.
El surgimiento del concepto de empatía parece estar ligado al desarrollo de campos de la ciencia igualmente recientes, como lo es la psicología o la etología. Según algunas hipótesis de estos campos de estudio, esto se debe a que la capacidad de empatía depende en gran medida de un desarrollo de la conciencia del yo.
Según algunos investigadores, el propio historial emocional de las personas puede afectar o distorsionar qué emociones se perciben en los demás. La empatía no es un proceso automático que informe sobre los estados emocionales de otro individuo. Es una capacidad o destreza que se desarrolla paulatinamente a lo largo de la vida, y que mejora cuanto mayor es el contacto que se tiene con la persona que uno empatiza.

### Enfoque intercultural: la empatía intercultural
La empatía intercultural es la capacidad de percibir el mundo según una cultura o cosmovisión diferente de aquella de la que se proviene; se relaciona con los conceptos sociológicos emic y etic.
Por ejemplo, ¿cuál es la diferente concepción de la muerte en la cultura rusa de Indiana? (útil para entender cómo se generan diferentes rituales y comportamientos que de otra manera no tendrían ninguna explicación), ¿cuál es el enfoque al tiempo (plazos, la precisión del cronometraje, perspectiva de tiempo) en una cultura del norte de Europa o América Latina? (y, por tanto, cómo comportarse en los casos de comunicación entre culturas, manteniendo al mismo tiempo la eficiencia, incluso dentro de una cultura diferente), la forma de negociar con las personas y la organización de las diferentes culturas, y ser capaz de incorporar todas las posibles diferencias en su estrategia de comunicación.
Según estudios sobre el aprendizaje, la empatía intercultural puede mejorar la autoconciencia y la conciencia crítica del estilo de interacción propia, la forma en que estaba condicionado por uno de los antecedentes culturales, y promover una visión de sí mismo como proceso.

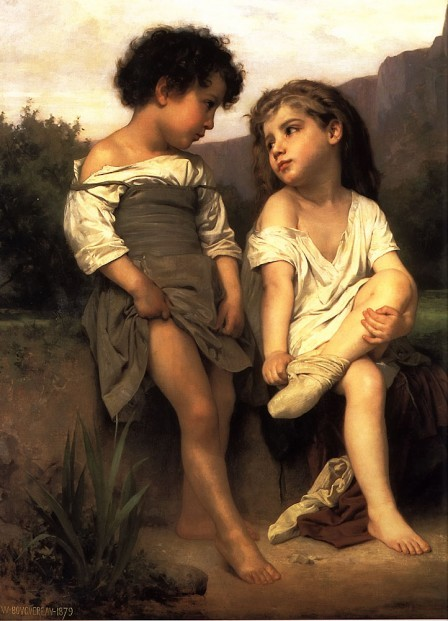
Les petites baigneuses, pintura de William-Adolphe Bouguereau, 1879.

## Empatía afectiva y cognitiva
Para medir la empatía y poder realizar estudios en las diferencias individuales de ésta, es necesario una escala confiable y válida. Las escalas utilizadas son según el concepto de “empatía multifacética”, es decir, que la empatía consiste en varios factores separados, pero correlacionados a la vez. Así, se dividió la empatía en dos facetas: la empatía emocional (o afectiva), que se puede definir como la capacidad de poder experimentar los estados emocionales de los demás, y la empatía cognitiva, que es la capacidad de poder conocer el estado mental de los otros, incluyendo la imaginación y poder situarse en la posición de la otra persona.
Por otro lado, algunos estudios realizados, sugirieron un modelo de empatía de tres componentes: además de la empatía afectiva y cognitiva, se encuentra la empatía motora (o somática). Esta última, es la tendencia a copiar y sincronizar de manera automática expresiones faciales, las vocalizaciones, y ciertos movimientos de otra persona". En pocas palabras, sirve como parte del “contagio emocional”. Estos estudios realizados apoyan el modelo de tres factores como el más confiable.
La empatía afectiva podría subdividirse en los niveles siguientes: la “preocupación empática” que es la compasión por otros como reacción a su sufrir. Y la “aflicción propia” que son sensaciones propias de incomodidad y ansiedad como respuesta al sufrimiento ajeno. No hay acuerdo sobre si la aflicción personal es un tipo básico de empatía, o por el contrario, no es empatía. En esta subdivisión puede haber elementos relacionados con el crecimiento/desarrollo. Los niños responden a la tensión de otros poniéndose ellos mismos en tensión; solo a los dos años de edad empiezan a responder de otras formas, finalistas, intentando ayudar, consolar y participar.
La empatía cognitiva puede subdividirse en los grados siguientes: La “asunción de perspectiva” que es la tendencia a adoptar espontáneamente los puntos de vista del otro/a. Y la “fantasía” que es la tendencia o proyectiva a identificarse con personajes imaginarios.

### Bases neurales

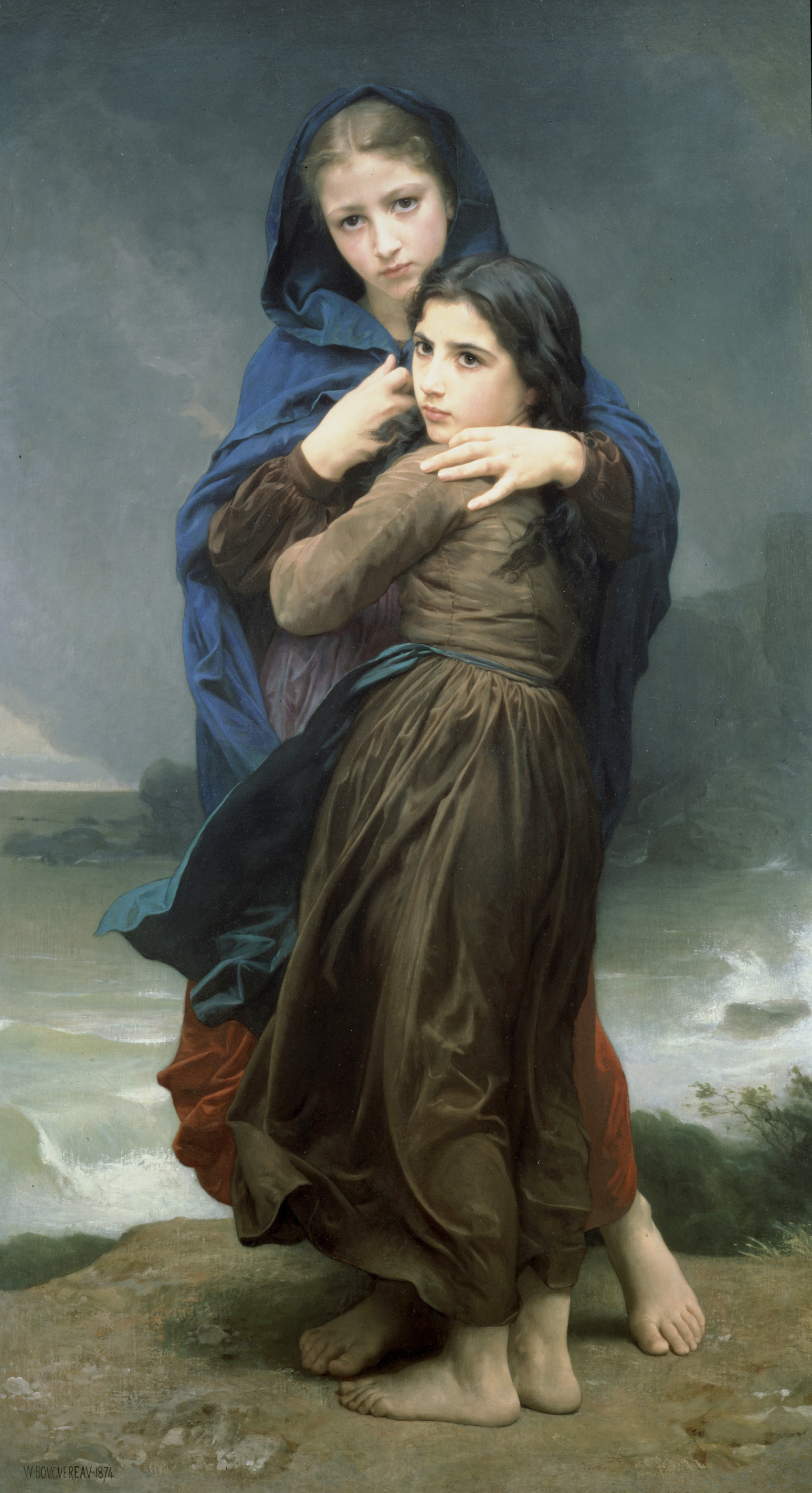
L'Orage pintura de William-Adolphe Bouguereau, 1874.

A lo largo de la historia, se realizaron investigaciones que permitieron establecer una relación  entre la empatía y las distintas partes del cerebro. Es así, que una de las áreas neurales que mayor implicada está en el  circuito de la empatía es la Corteza Prefrontal Medial. La función de ésta es procesar información social para poder hacer una comparación entre la perspectiva de uno mismo y la de otro individuo
Además de la Corteza Prefrontal Medial, hay otras estructuras cerebrales involucradas en la empatía. En primer lugar, el giro frontal inferior ejerce un rol importante en el reconocimiento de las emociones de otros individuos, hecho que permite el inicio del proceso de empatía en las sujetos. Asimismo, la Corteza Cingulada Anterior y la Ínsula Anterior cumplen con la misma función, pero con la diferencia de que solo reconoce una emoción en particular: el dolor. Ambas estructuras se activan en el momento en el cual una persona observa que otra está experimentando dolor, funcionando de la misma forma cuando el dolor es sentido en carne propia. 
Por otro lado, la Conjunción Temporo-Parietal derecha también es otra de las bases neurales de la empatía. Permite adoptar la perspectiva de otra persona para imaginar sus reacciones emocionales o su dolor, función que es similar a la de las estructuras mencionadas anteriormente. Esta región se encarga específicamente de contribuir al sentido de agencia y autoconciencia,  ya que compara las señales que el sujeto genera con el entorno en el cual se encuentra, lo que permite un contagio emocional.
Cabe destacar que gracias a las funciones que ejecutan el Giro Frontal Inferior, la Corteza Cingulada Anterior y la Ínsula Anterior, puede ser experimentado la empatía emocional. Por lo contrario, la Conjunción Temporoparietal (a raíz de la función que realiza) hace parte de la cognitiva.

## Diferencias con la teoría de la mente (ToM)
La empatía consta de un aspecto cognitivo, el saber cómo se siente una persona, y de un aspecto emocional, la emoción que causa. El primero, es sustentado por la teoría de la mente, es decir, se necesita del entendimiento de sentimientos y pensamientos, previo a la experimentación emocional. El segundo, es propio de la activación empática y es el que lleva al sujeto a responder con una conducta apropiada. Por esta razón se dice que la teoría de la mente es quien antecede a la empatía.
Es importante aclarar que son dos procesos diferentes, pues la empatía requiere proporcionar una respuesta emocional a cierta persona, en cambio, la ToM no implica la realización de una respuesta.

## Carencia de empatía

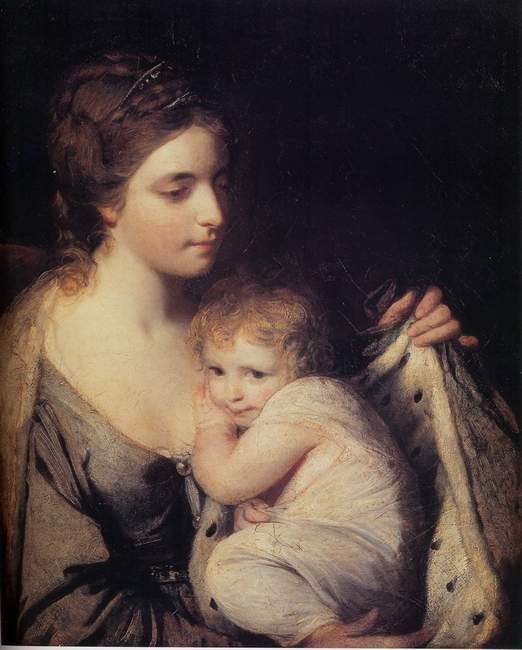
Les deux Waldegrave pintura de Joshua Reynolds, 1762.

### Psicopatía
Según la Listas de Diagnóstico de Psicopatía (LDP), los trastornos que presentan una afección de la empatía asociado a una recurrencia crónica de conductas antisociales son definidos como psicopatía. La psicopatía y la personalidad antisocial conllevan un pronóstico odioso, aunque no eterno, tanto para los pacientes como para los familiares. Cuando los pacientes son informados sobre las implicaciones del diagnóstico, se les da a los familiares una oportunidad para tomar medidas de protección que podrán, en última instancia, hacer la diferencia entre la bancarrota o salvar las finanzas del hogar. Procede la ayuda de psiquiatras, adecuados para obtener una opinión experta en casos de trastornos crónicos de conducta antisocial. Muchas veces la diferenciación entre trastorno evolutivo y uno adquirido es esencial para las decisiones en los tribunales. El hecho de que aún no exista un tratamiento efectivo para estos trastornos no significa que no se logre en un futuro próximo.
El avance de las neurociencias ha expandido la exploración científica de las formas subjetivas de la experiencia y el comportamiento. La información que fue proporcionada por este nuevo campo de investigación interdisciplinario ha profundizado la comprensión de los impedimentos sociales en varias enfermedades neuropsiquiátricas. Se espera que mejore la evaluación, la predicción y el tratamiento de trastornos mediante el desarrollo de intervenciones psicológicas, médicas y neuroquirúrgicas que, en última instancia, fortalecerán los comportamientos prosociales en casos seleccionados.
 Las etiquetas diagnósticas relacionadas con el término 'psicópata' se describen en los manuales diagnósticos y estadísticos de las enfermedades mentales DSM, cuya primicia fueron los RDC 'Research Diagnostic Criteria', de Robert Spitzer (psychiatrist)

### Trastorno de la personalidad vinculada con la empatía (DSM- V)
El DSM (Diagnostic and Statistical Manual of Mental Disorders) es el Manual Diagnóstico y Estadístico de los Trastornos Mentales de la Asociación Americana de Psiquiatría (American Psychiatric Association). Este contiene descripciones, síntomas y otros criterios para el diagnóstico de trastornos mentales.
La idea del DSM es poder brindar un diagnóstico preciso para que pueda ser utilizado como guía por profesionales en psiquiatría, psicología, psicopatología, etc. Proporcionando un lenguaje común entre los distintos profesionales. Así, de las diferentes versiones del DSM, el DSM-V consta con trastornos de la personalidad asociados a una falta de empatía.
En esta guía, el trastorno de personalidad general, se define como un trastorno que no puede atribuirse a los efectos fisiológicos de una sustancia (drogas, medicamentos, etc) u otra afección médica. Además, de tener inicio en la adolescencia o en las primeras etapas de la edad adulta, donde los individuos tienen una conducta que es inflexible a lo largo del tiempo, en situaciones personales y sociales. También, causa malestar clínico y deterioro en lo laboral, social u otras áreas importantes del funcionamiento.
El comportamiento de estos individuos se desvía notablemente de las expectativas de la cultura del individuo. Por último, este puede manifestarse en 2 o más ámbitos, por el lado de la cognición (como percibe acontecimientos, a los demás y a sí mismo), la afectividad (la intensidad, idoneidad, etc, a responder de manera emocional), el funcionamiento interpersonal y el control de los impulsos.
Asimismo, de los diferentes trastornos de personalidad existen 3 grupos (A, B, C) que integran sus respectivos trastornos y características, teniendo algunos sintomatología de falta de empatía. Para más información, el DSM-V contiene todos los grupos de trastornos de la personalidad y sus características.

## Características de una persona empática
Para que una persona sea empática debe aprender a sensibilizarse sobre lo que otros sienten, es decir, como personas empáticas es necesario que entienda los sentimientos de los demás, pero sin hacerlos sentir obligados a involucrarse en una situación que no tiene que ver con ellos mismos, ya que este rasgo debe salir de ellos mismos. En segundo lugar, a una persona que realmente es empática le gusta escuchar a los demás, pero no sólo basándose en oír lo que dice, sino también en analizar por qué se sienten de esa forma en función de lo que le están contando. En tercer lugar, una persona empática no debe  ser extremista, lo cual quiere decir que no se posicionen en un bando o en otro sino que intenten buscar respuestas intermedias. En cuarto lugar, aquellas personas que son empáticas respetan las decisiones que han tomado los demás, a pesar de que no compartan el mismo punto de vista. Por consiguiente, es fundamental que no sólo se centren en prestar atención al lenguaje verbal sino que además deben entender el no verbal puesto que por medio de los gestos, la mirada, los tonos de voz que se transmiten se puede extraer mensajes sobre las emociones que están experimentando aquellas personas que lo emplean. Entre otros aspectos que requiere el ser empático es el de presentar una comunicación pasiva, lo que significa que la persona deje de lado sus intereses y derechos para poder anteponer los de los demás. Además, la habilidad de ser empático requiere hablar con cuidado, puesto que aquellas personas que lo son, son cuidadosas con lo que dicen debido a que en función de cómo se expresen pueden dañar en mayor o menor medida a la persona con la que están hablando y además requiere el entender que cada persona es diferente, y que cada uno de nosotros presentamos diversas necesidades en función de nuestras circunstancias.

## Ventajas de la empatía
- En primer lugar, encontramos la validación de la experiencia emocional, donde se demuestra que se está llevando a cabo una experimentación y se demuestra.
- En segundo lugar, se comprueba que el emisor de la información lo haga con una mayor seguridad y tranquilidad como si de algo natural se tratase.
- En tercer lugar, sabemos que una de las ventajas es que facilita la comunicación y refuerza el aprendizaje de nuevas conductas, de modo que prestamos una mayor atención.
- En cuarto lugar, hace posible la creación y construcción de relaciones íntimas entre diferentes miembros.
- Finalmente cabe destacar, que la empatía garantiza el bienestar, desahogo, alivio, reducción de la tensión emocional y motivación, entre otros aspectos.

## Neuronas Espejo
El Sistema de Neuronas Espejo (SNE) —uno de los hallazgos más importantes de las neurociencias en los últimos años— ha permitido comprender varios aspectos de la empatía, contribuyendo a ampliar el concepto tal como lo conocemos. Múltiples estudios realizados a lo largo de los años han sugerido que los seres humanos, en las palabras del neurocientífico Marco Iacoboni, están “cableados para la empatía”.
Se sabe entonces que las neuronas espejo permiten “Corporizar” las acciones, sensaciones y emociones de los demás, ‘corporizarlas’ es decir, hacerlas propias mediante la mimetización y el contagio social. Permiten ponerse en el lugar del otro, así como también anticiparse, infiriendo las intenciones de los demás sin necesidad de presenciar la acción, alcanzando solo con la representación mental.
Algunas bases neurales implicadas en el Sistema de Neuronas Espejo son:
- Lóbulo parietal inferior y sulco parietal inferior: permiten mimetizar y lograr contagio emocional en forma automática sin conciencia del estado emocional de la otra persona.
- Corteza somatosensitiva: se activa cuando el humano es tocado, y también cuando observa que otros son tocados.
- Giro frontal inferior: una de las regiones más activas en el reconocimiento de emociones faciales. Lesiones en esta zona generan graves problemas en el reconocimiento de emociones.
- Opérculo frontal: en esta zona está involucrada el área de expresión del lenguaje, y es equivalente a la encontrada en los monos, que está especializada en codificar las intenciones y logros de otros animales.

- Surco temporal superior: permite el control de la dirección de la mirada y la comprensión al mirar a los ojos a otra persona sobre el sentimiento de lo que la otra persona está mirando; complementariamente, genera entradas de estímulo visual al lóbulo parietal inferior.[15]